# Wien Simmering
Wien Simmering vasútállomás Ausztriában, Bécs XI. kerületében.

## Vasútvonalak
Az állomást az alábbi vasútvonalak érintik:
- Laaer Ostbahn

## Kapcsolódó állomások
A vasútállomáshoz az alábbi állomások vannak a legközelebb:
- Wien Haidestraße
- Wien Hauptbahnhof

## Forgalom
| Vonal | Útvonal |
| ----- | --- |
| S80   | Wien Hütteldorf – Wien Speising – Wien Meidling – Wien Matzleinsdorfer Platz – Wien Hauptbahnhof 9-12 – Wien Simmering – Wien Haidestraße – Wien Praterkai – Wien Stadlau – Wien Erzherzog-Karl-Straße – Wien Hirschstetten – Wien Aspern Nord |

## Megközelítése közösségi közlekedéssel
- Metró:   U3
- Villamos:  11, 71
- Autóbusz:  69A, 72A, 73A
- Éjszakai autóbusz:  N71